# Jutta Heineová
Jutta Heineová (* 16. září 1940, Stadthagen) je bývalá německá atletka, mistryně Evropy v běhu na 200 metrů z roku 1962.

## Kariéra
V 19 letech se stala mistryní Německa v běhu na 100 metrů. V následující sezóně 1960 vybojovala na olympiádě v Římě dvě stříbrné medaile – v běhu na 200 metrů a ve štafetě na 4 x 100 metrů. Největších úspěchů dosáhla na mistrovství Evropy v Bělehradě v roce 1962. Zvítězila v běhu na 200 metrů, stříbrnou medaili vybojovala v nejkratším sprintu a byla také členkou stříbrné německé štafety na 4 x 100 metrů, V toto roce byla vyhlášena německou sportovkyní roku

## Osobní rekordy
- 100 m – (11,4 s – 1962
- 200 m – (23,3 s – 1962